# Flikibis
Flikibis (Bostrychia carunculata) är en fågel i familjen ibisar inom ordningen pelikanfåglar. Den förekommer endast i höglänta områden i Etiopien. Arten tros ha en liten världspopulation, men beståndet anses vara livskraftigt.

## Utseende
Flikibisen är en stor (60 cm) och mörk ibis med vita skulderfläckar och vita ögon. En tunn hudflik hänger från den relativt breda näbbens rot. Dessa egenskaper samt avsaknaden av en vit linje på kinden skiljer den från nära släktingen hadadaibisen.

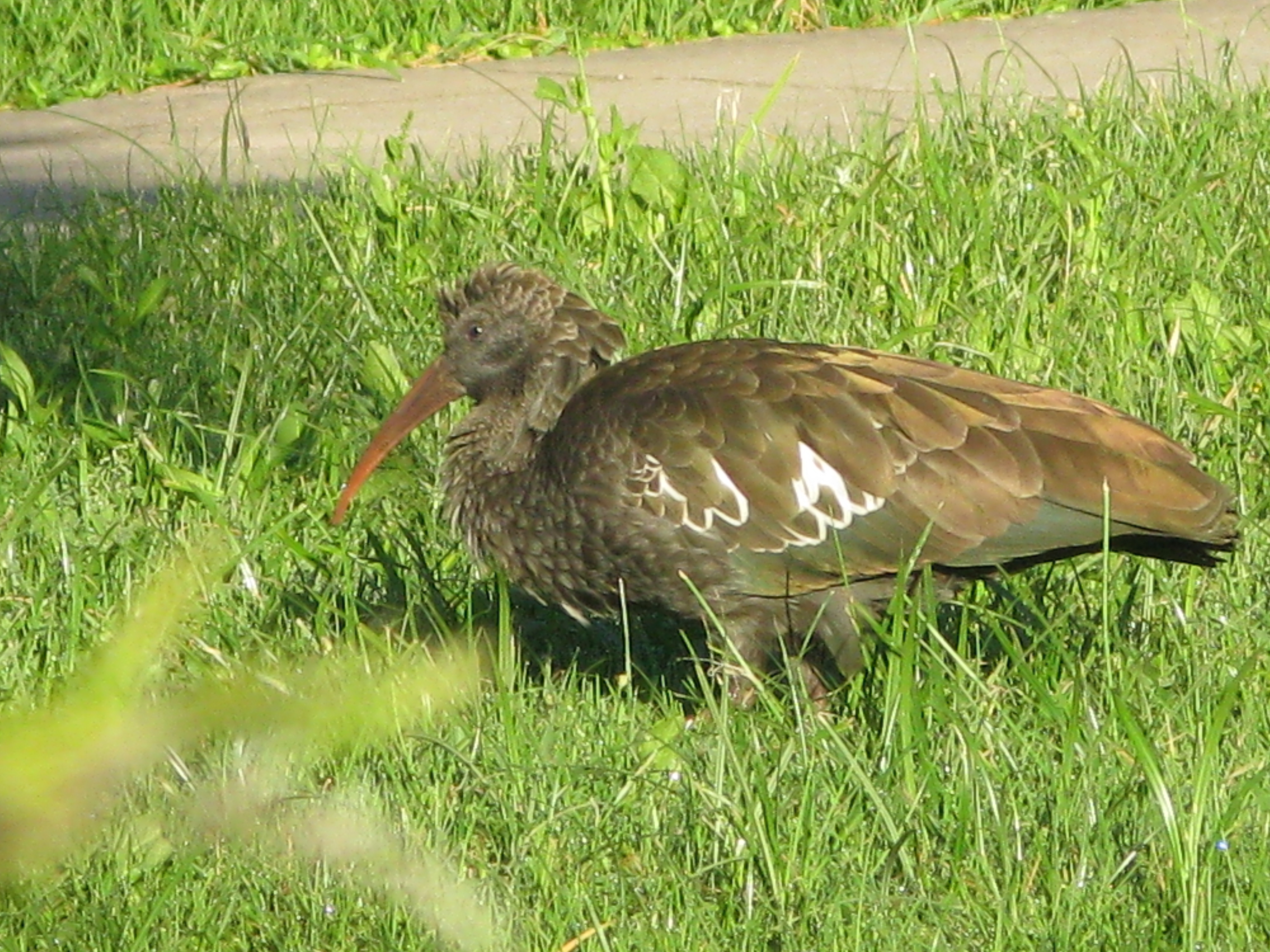

## Utbredning och systematik
Fågeln är endemisk för det etiopiska höglandet och förekommer enbart i Etiopien och Eritrea, från 1500 meter över havet till de högst belägna bergshedarna på 4100 meters höjd. Den har även observerats vid kusten i Eritrea. Arten behandlas som monotypisk, det vill säga att den inte delas in i några underarter.

## Levnadssätt
Flikibisen hittas ofta i klippiga områden där den samlas och häckar, men även i öppet landskap, jordbruksbygd, statsparker och skogar med olivträd (Olea africana) och enarten Juniperus procera. Arten har anpassat sig väl till människan och kan till och med ses på gräsytor i centrala Addis Abeba.
Flikibisen är en social fågel som ofta formar flockar med mellan 30 och 100 individer, men kan även ses födosöka ensam eller i par. Födan består av maskar, insektslarver och små ryggradslösa djur, ibland även grodor, ormar och möss. Den kan också ses tillsammans med boskap där den letar efter skalbaggar i dynghögarna. 

### Häckning
Flikibisen häckar i små till stora klippbelägna kolonier, men bon har också rapporterats i trädtoppar eller på avsatser på byggnader. Boet är en plattform av grenar och pinnar som fodras med gräs och barkremsor. Den häcjar från mars till juli, tillfälligt även i december under torrsäsongen. Den lägger två till tre smutsvita ägg.

## Status
Flikibisen har en liten världspopulation på endast mellan 1 000 och 25 000 individer. Dess populationstrend är okänd, men den tros inte minska tillräckligt kraftigt för att betraktas som hotad. Internationella naturvårdsunionen IUCN kategoriserar den som livskraftig.